# Somebody to Love (canción de Leighton Meester)
«Somebody to Love» es una canción de la actriz y cantante estadounidense Leighton Meester con Robin Thicke. Escrita por Meester, Thicke, Mike Caren, Ollie Goldstein, Rico Love y Shahine Ezell, y producida por Caren, la canción fue lanzada como sencillo el 14 de octubre de 2009 por Universal Republic Records.
La canción apareció en el noveno episodio de la tercera temporada de la serie de televisión Gossip Girl (en la que Meester interpretó a Blair Waldorf), titulado "They Shoot Humphreys, Don't They?" Y se emitió originalmente el 9 de noviembre de 2009. También se incluye en la banda sonora de la película de 2010 Valentine's Day.

## Composición
"Somebody to Love" es una canción electropop de medio tiempo que combina la "vibra pop-electrónica" de Meester con los "suaves estilos R&B" de Thicke. La pista contiene un coro de acompañamiento de sintetizador y se dice que "[recuerda] la música de baile de Madonna de principios de los 90". Meester le dijo a MTV News que la canción es "básicamente sobre cómo no puedo conseguir nada, no puedo encontrar a nadie a quien amar". En una entrevista para On Air with Ryan Seacrest el 13 de octubre de 2009, donde se estrenó la canción, Meester dijo: "Realmente quería hacer algo que fuera completamente diferente a todo lo que está en la radio en este momento. Siento que es muy alegre y divertido, pero aún así es relajado, de mal humor y sexy". Sobre el sencillo, el compositor Love dijo a MTV News, "Me sentí honrado cuando descubrí que mi disco fue elegido para ser el primer sencillo de Leighton. Es emocionante poder mostrar un lado diferente de mi trabajo y de mí".

## Recepción de la crítica

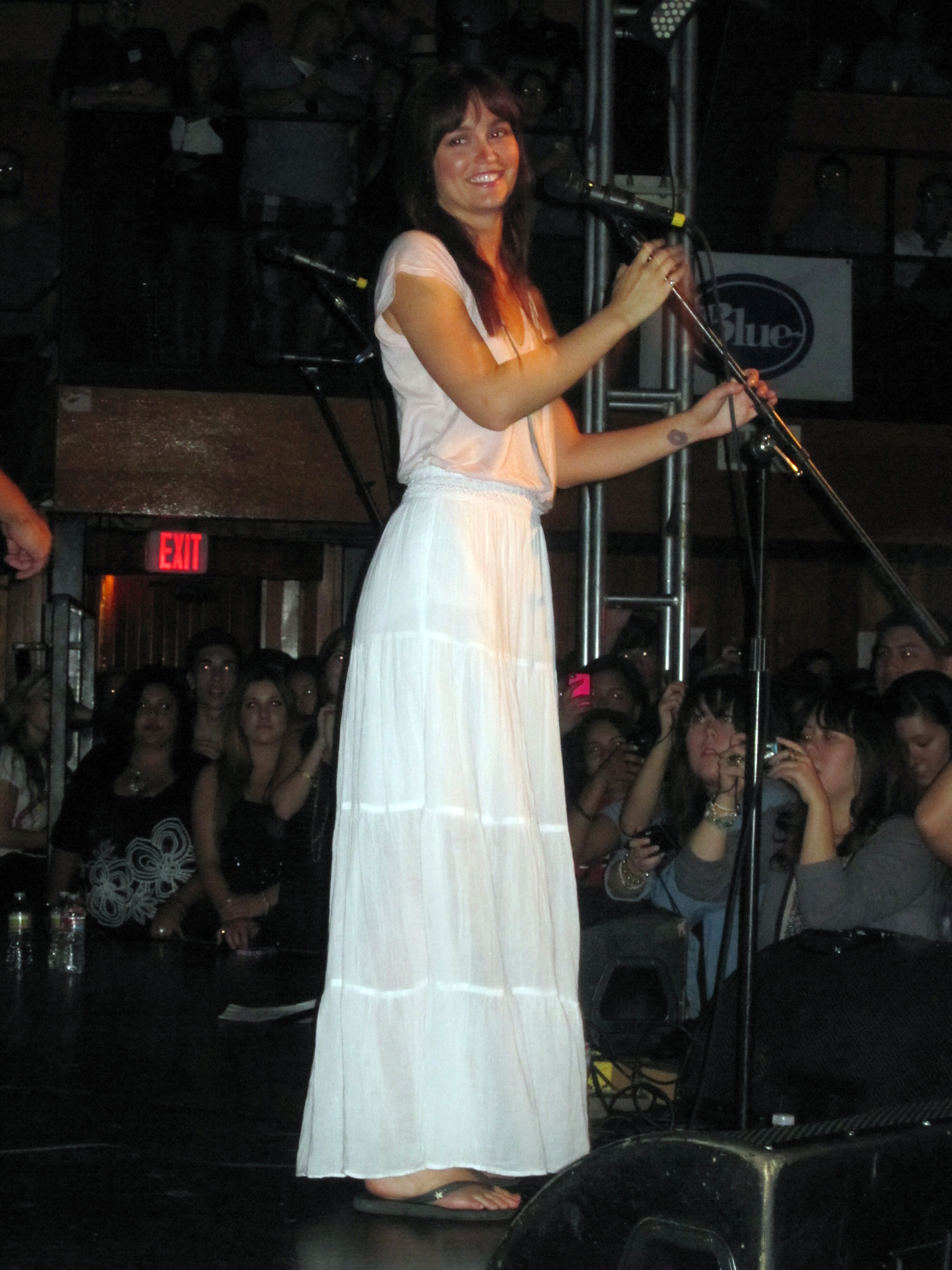
Meester interpretando "Somebody to Love" en The Troubadour en West Hollywood, California, el 13 de junio de 2011.

Sarah MacRory de Billboard describió la canción como "una oda cuidadosamente construida a la Madonna clásica, particularmente en sus versos al estilo de 'Vogue', donde Meester hace semi-raps en lugar de cantar. La letra está enamorada, ya que celebra su estilo de vida de la jet-set pero también lamenta su incapacidad para establecerse". Ella señaló el cameo de Thicke como "el punto culminante de la canción", ya que "ofrece un coro pegadizo que pide a gritos un remix de baile acelerado". Stephen M. Deusner de Pitchfork, sin embargo, dio una crítica agridulce, alabando la entrega atractiva sueño de Meester, pero critica su 'muy estrecho' rango vocal y su '[mangling de] sencilla pronunciación francesa', refiriéndose a su pronunciación de la frase francesa "Je t'adore" ("te adoro").

## Vídeo musical
El video musical fue dirigido por Zoe Cassavetes y filmado en la ciudad de Nueva York en octubre de 2009. Una vista previa del video se mostró por primera vez durante el episodio del 2 de noviembre de 2009 de Gossip Girl, y el video completo se lanzó en CWTV.com el 9 de noviembre inmediatamente después de su transmisión en The CW Network. Meester explicó el concepto del video y dijo: "Quiero que cuente una historia. Pero mucho sobre la fotografía y la iluminación, y sobre todo sobre la ropa". Meester agregó a MTV News: "Básicamente está pasando por... un día sexy en mi vida. Empezamos en el coche, entramos, sigo fantaseando y soñando que estoy con alguien a quien puedo amar. Él [Thicke] va y viene".
El video trata sobre encontrar el amor en un mundo consumido por la lujuria fugaz y las aventuras de una noche. Consiste principalmente en tomas de Meester en la parte trasera de una limusina en la ciudad de noche y posando en un sofá. Está intercalado con escenas de Meester fantaseando con conectarse con Thicke dentro de un ascensor y en su apartamento, así como escenas de Thicke interpretando sus partes de la canción. También incluye apariciones especiales de Laker Girl Vanessa Curry y una de las escritoras de la canción, Shahine Ezell.

## Promoción
Meester interpretó "Somebody to Love" en vivo por primera vez en It's On con Alexa Chung el 24 de noviembre de 2009.

## Posicionamiento en las listas
| Estados Unidos | Bubbling Under Hot 100 Singles (Billboard) | 11 |
| Estados Unidos | Top Heatseekers (Billboard)                | 13 |

## Historial de lanzamientos
| Región         | Fecha                 | Formato                | Ref.   |
| -------------- | --------------------- | ---------------------- | ------ |
| Canadá         | 14 de octubre de 2009 | Descarga digital       | [ 16 ] |
| Estados Unidos | 14 de octubre de 2009 | Descarga digital       | [ 1 ]  |
| Australia      | 16 de octubre de 2009 | Descarga digital       | [ 17 ] |
| Francia        | 16 de octubre de 2009 | Descarga digital       | [ 18 ] |
| Alemania       | 16 de octubre de 2009 | Descarga digital       | [ 19 ] |
| Estados Unidos | 26 de octubre de 2009 | Contemporary hit radio | [ 20 ] |